# Cupa României 2006-2007
La Cupa României 2006-2007 è stata la 69ª edizione della coppa nazionale disputata tra il 24 ottobre 2006 e il 26 maggio 2007 e conclusa con la vittoria del Rapid Bucarest, al suo tredicesimo titolo.

## Formula
La competizione si svolse ad eliminazione diretta in gara unica. Parteciparono le squadre delle serie inferiori e, a partire dai sedicesimi di finale, quelle della massima serie.

## Sedicesimi di finale
Gli incontri si disputarono il 24 e 25 ottobre 2006 .
| Squadra 1             | Risultato | Squadra 2             |
| --------------------- | --------- | --------------------- |
| Farul Constanța       | 4 - 1     | Gloria Buzău          |
| Unirea Urziceni       | 2 - 1 dts | Juventus București    |
| Pandurii Târgu-Jiu    | 4 - 3 dr  | Jiul Petroșani        |
| FC Național București | 2 - 1     | FCM Bacău             |
| Someșul Satu-Mare     | 0 - 4     | CFR Cluj              |
| Apulum Alba-Iulia     | 4 - 2 dr  | FC Vaslui             |
| Dinamo Bucarest       | 3 - 1     | Farul II Constanța    |
| Forex Brașov          | 0 - 3     | Steaua Bucarest       |
| CSM Râmnicu-Vâlcea    | 0 - 4     | Rapid Bucarest        |
| Corvinul Hunedoara    | 1 - 5 dts | Oțelul Galați         |
| Gloria Bistrița       | 3 - 5 dr  | FC Caracal            |
| FCU Poli II Timișoara | 1 - 3     | FCU Poli Timișoara    |
| FCM UTA Arad          | 4 - 1     | CS Otopeni            |
| FC Argeș Pitești      | 1 - 0     | FCM Bacău II          |
| Politehnica Iași      | 2 - 1     | Universitatea Cluj    |
| Ceahlăul Piatra-Neamț | 1 - 2     | Universitatea Craiova |

## Ottavi di finale
Gli incontri si disputarono tra il 7 e il 9 novembre 2006.
| Squadra 1             | Risultato | Squadra 2             |
| --------------------- | --------- | --------------------- |
| FC Național București | 3 - 2 dts | FC Caracal            |
| FCM UTA Arad          | 0 - 2     | FC Argeș Pitești      |
| Politehnica Iași      | 1 - 0     | Farul Constanța       |
| Pandurii Târgu-Jiu    | 1 - 0 dts | Dinamo Bucarest       |
| FCU Poli Timișoara    | 2 - 0     | CFR Cluj              |
| Unirea Urziceni       | 1 - 2     | Oțelul Galați         |
| Rapid Bucarest        | 1 - 0     | Universitatea Craiova |
| Steaua Bucarest       | 2 - 1     | Apulum Alba-Iulia     |

## Quarti di finale
Gli incontri si disputarono il 28 febbraio e 1º marzo 2007.
| Squadra 1          | Risultato | Squadra 2             |
| ------------------ | --------- | --------------------- |
| Pandurii Târgu-Jiu | 3 - 2 dts | FC Național București |
| FCU Poli Timișoara | 2 - 1     | Politehnica Iași      |
| Rapid Bucarest     | 2 - 0 dts | FC Argeș Pitești      |
| Steaua Bucarest    | 5 - 4 dr  | Oțelul Galați         |

## Semifinali
Gli incontri si disputarono il 18 e 19 aprile 2007.
| Squadra 1          | Risultato | Squadra 2       |
| ------------------ | --------- | --------------- |
| FCU Poli Timișoara | 1 - 0     | Steaua Bucarest |
| Pandurii Târgu-Jiu | 0 - 2     | Rapid Bucarest  |

## Finale
La finale venne disputata il 26 maggio 2007 a Timișoara.
| Arbitro: | Augustus Constantin |

|                                 |           |  |
| Mugurel Buga 15’ Ianis Zicu 48’ | Marcatori |  |